# Хохлатые тинаму
Хохла́тые тинаму́ (лат. Eudromia) — род птиц семейства тинамовых, в состав рода включают 2 вида. Все представители рода — птицы среднего размера с пёстрым оперением. Их родиной является Южная Америка.

## Этимология
Латинское название рода — Eudromia, образовано от двух греческих слов: eu — хороший и dromos — скорость бега, таким образом родовое название можно перевести как хороший бегун.

## Внешний вид
Длина тела хохлатых тинаму составляет около 35 см. Оперение пёстрое, землисто-коричневое с чёрными пестринами. Лапы голубоватого цвета. На голове есть хохолок.

## Размножение
Скорлупа яиц хохлатых тинаму тёмно-зелёного цвета. В кладке 12—16 яиц.

## Распространение
Родиной хохлатых тинаму является Южная Америка. Птицы распространены на территории нескольких стран: Аргентины, Чили, Боливии и Парагвая. Населяют открытые холодные степи. Хохлатые тинаму держатся стаями от 10—20 до 100 особей.

## Классификация
В настоящее время в состав рода входят 2 вида:
- Eudromia elegans — Хохлатый тинаму
- Eudromia formosa — Красивый хохлатый тинаму, или великолепный тинаму[1][3]

Известен также 1 ископаемый вид, относимый к роду хохлатых тинаму:
- † Eudromia olsoni Tambussi & Tonni, 1985